# Kanye
Kanye è un villaggio del Botswana situato nel distretto Meridionale, sottodistretto di Ngwaketse. Il villaggio, secondo il censimento del 2011, conta 47.007 abitanti.

## Località
Nel territorio del villaggio sono presenti le seguenti 122 località:
- Bakwenyane di 70 abitanti,
- Betesankwe,
- Diaka di 76 abitanti,
- Dibajakwena di 31 abitanti,
- Dibatleng di 94 abitanti,
- Dikakana di 40 abitanti,
- Dilokwane di 124 abitanti,
- Dinatshana di 34 abitanti,
- Dinenebu di 50 abitanti,
- Dipalane di 64 abitanti,
- Diphawana di 76 abitanti,
- Diphiring di 81 abitanti,
- Diponyane di 50 abitanti,
- Ditojana di 254 abitanti,
- Ditshetlho di 16 abitanti,
- Ditshilo,
- Gakhuduga di 72 abitanti,
- Gakolobe,
- Galewane,
- Galosabanyana di 52 abitanti,
- Gamaio di 22 abitanti,
- Gamakaba,
- Gamatlagatsana,
- Gamatlapeng di 73 abitanti,
- Gamogohe di 80 abitanti,
- Gamokalaka di 32 abitanti,
- Gamokgoleo di 20 abitanti,
- Gamokgosi di 5 abitanti,
- Gamokongwana di 37 abitanti,
- Gamoralo di 24 abitanti,
- Gampudi di 22 abitanti,
- Ganamanyane di 28 abitanti,
- Gaphotshwana,
- Gaqwee di 5 abitanti,
- Gasethebe di 54 abitanti,
- Gatlounyane di 9 abitanti,
- Gobothwa di 87 abitanti,
- Goora-seno di 299 abitanti,
- Khunkwane di 20 abitanti,
- Kwahu di 22 abitanti,
- Legong di 7 abitanti,
- Lehoko,
- Lekwadibane di 67 abitanti,
- Lerokolo di 37 abitanti,
- Letlapana di 61 abitanti,
- Logogwe di 36 abitanti,
- Lohalane di 54 abitanti,
- Lokgwathe di 26 abitanti,
- Lopapeng di 47 abitanti,
- Lotlhware di 60 abitanti,
- Lotsabane di 41 abitanti,
- Lowe,
- Lubutse di 153 abitanti,
- Lwale di 10 abitanti,
- Mabadisa di 58 abitanti,
- Madiabatho di 47 abitanti,
- Maemangwana di 1 abitante,
- Maipobane di 29 abitanti,
- Makapane di 83 abitanti,
- Makodu di 5 abitanti,
- Makubu di 19 abitanti,
- Malau di 103 abitanti,
- Mamemeru di 52 abitanti,
- Mametlhosele di 29 abitanti,
- Maphadikwe di 37 abitanti,
- Masoke di 83 abitanti,
- Masokwe di 51 abitanti,
- Masomankane di 20 abitanti,
- Matlhakwana,
- Matshetshwana di 21 abitanti,
- Maunyele di 111 abitanti,
- Metsalane/Maoto di 55 abitanti,
- Mheelo di 18 abitanti,
- Mmagaoate,
- Mmakabile di 15 abitanti,
- Mmakgodumo di 50 abitanti,
- Mmamodungwa di 32 abitanti,
- Mmanthubi di 9 abitanti,
- Mmapekanyang di 36 abitanti,
- Mmasehudula di 28 abitanti,
- Mmasenyetse di 56 abitanti,
- Moatle di 72 abitanti,
- Mogapinyana di 84 abitanti,
- Mogojwanamotswedi di 23 abitanti,
- Mohuduhutswe,
- Mokadinyane di 8 abitanti,
- Mokape di 19 abitanti,
- Mokata di 13 abitanti,
- Mokgopha di 3 abitanti,
- Molehisi di 43 abitanti,
- Molomo wa Kwena di 47 abitanti,
- Moraga di 46 abitanti,
- Moreane di 106 abitanti,
- Morwetsane di 21 abitanti,
- Mosepele di 53 abitanti,
- Mothinyane di 8 abitanti,
- Motlhatsa di 52 abitanti,
- Mpheketlhape di 2 abitanti,
- Ngwanawarungwane di 41 abitanti,
- Nneneke di 46 abitanti,
- Phitshane di 38 abitanti,
- Phokojeng di 34 abitanti,
- Pitsaneng di 20 abitanti,
- Ramonnedi di 157 abitanti,
- Ramothose di 17 abitanti,
- Ratshwenyana di 11 abitanti,
- Sehudi,
- Seinapi di 25 abitanti,
- Sekalaba di 35 abitanti,
- Senyamadi di 16 abitanti,
- Sepopanana di 77 abitanti,
- Setuntwane di 9 abitanti,
- SRDA camp di 11 abitanti,
- Tale,
- Taupone di 182 abitanti,
- Tirwane di 16 abitanti,
- Tlanege di 66 abitanti,
- Tlhojanankwe,
- Tloane di 5 abitanti,
- Tsatsu Farm di 12 abitanti,
- Tshono di 32 abitanti,
- Tsokwane di 87 abitanti